# Waterphone
Un Waterphone es un tipo de instrumento musical acústico y atonal que consiste en un recipiente resonador de acero inoxidable o sartén con un cuello de bronce cilíndrico que en su contorno posee varillas de diferentes longitudes y diámetros. Además, el resonador contiene una pequeña cantidad de agua, de aquí el nombre en inglés de Waterphone, que le da un sonido etéreo vibrante que ha aparecido por lo general en bandas sonoras de películas de terror,  así como también en álbumes de música y actuaciones en directo.

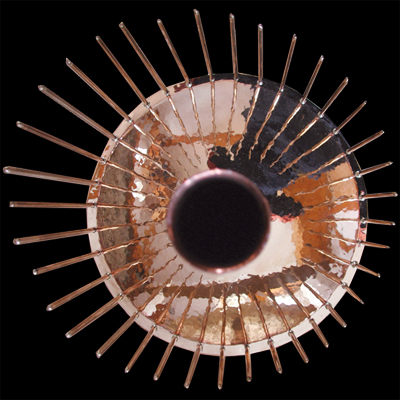
Waterphone.

## Historia

### Creación
Este instrumento fue creado y desarrollado por el músico y compositor británico Richard Waters, quien tras graduarse de la escuela California College of the Arts en 1965, conoció un inusual instrumento llamado Tambor de Agua Tibetano que era un tambor redondo con agua en su interior, ligeramente aplanado, de bronce y con una abertura en la parte superior central. Este había sido diseñado de tal manera que se balanceara levemente cada vez que su superficie fuera golpeada con las manos moviendo así la pequeña cantidad de agua interna que creaba pre-ecos y doblaba el tono.
Años después en 1968, durante una parada en Haight Ashbury escuchó sonar al instrumento Kalimba, un pequeño piano africano tocado con los pulgares. Así, comenzó a realizar lo que llamaba "American Thumb Piano": latas con varillas de bronce soldadas por el borde que sonaban al hacerlas girar tras el roce entre las diferentes varillas. Él los describió como instrumentos desechables y primitivos ya que al final las latas y las varillas siempre se acababan rompiendo. 
Tras varios intentos acabó ensamblando los resonadores de tapacubos y ensaladeras esmaltadas cambiando la técnica en que se tocaba este nuevo instrumento ahora golpeado con mazos.
Fue en esa época en la que menciona habérselo enseñado a su amigo Lee Charlton, baterista de jazz. En su estudio, pusieron una pequeña cantidad de agua en el resonador rodeado de varillas. Este fue el primer Waterphone a partir del cual Richard Waters comienza todo el proceso de patentado de su invención.

### Popularización
Al año siguiente, en 1969, formaron una banda llamada Gravity Adjusters Expansion Band en la cual comenzaron a tocar con sus invenciones y otras rarezas de Charlton, incluyendo también instrumentos convencionales pero tocados de maneras poco comunes. Waters comenta haber estado abiertos a nuevos músicos y haber tenido en varias ocasiones extraños instrumentos de diferentes lugares del mundo. De esta manera, algunos músicos tuvieron acceso a conocer el Waterphone y, a consecuencia, estuvieron interesados en comprarlo. Shelly Manne y Emil Richards, desde Los Ángeles, fueron los primeros en comprar el dicho instrumento dándolo a conocer a sus amigos músicos de la zona. Más tarde Waters fue invitado a sus casas a las cuales comenta haber asistido en una van cargada de instrumentos como el Waterphone y otros, que luego fueron vendidos por completo. 
Así comenzó a ejercer la venta del dicho, inicialmente en galerías de arte, museos y tiendas de música. Sin embargo junto con esto y a pesar de tener una licencia registrada del producto, comenzó a tener problemas con otros músicos e inventores que realizaban copias de sus diseños principalmente en Los Ángeles y Nueva York. Por lo tanto decidió mejorar su producto aún más para distanciar a sus imitadores, esto lo hizo fabricando todos los resonadores con acero inoxidable y poniendo bronce en la mayoría de accesorios de manera que, si habían copias, al menos no sonarían igual de bien o no tendrían a misma calidad. Al mismo tiempo informó a todas las tiendas de música que estarían sometidas a problemas legislativos si ejercían la venta de imitaciones de Waterphone. 
Aun así el diseño del instrumento fue variando a lo largo de los años. Waters creó un pequeño Waterphone que finalmente dejó de hacer porque sonaba muy poco, cambió los tipos cuencos inferiores del diseño estándar y el de fondo plano y amplio rango fue reemplazado por un "ultralight" que actualmente ha sido discontinuado.

### Nuevos diseños
En los 80's creó los Bajos Waterphone con una bandeja inferior de acero inoxidable muy delgada que ya no está disponible. Estos bajos tenía cierta distorsión debido a los finos inoxidables y un tazón para la parte superior del resonador.
Hoy en día los modelos de Bajos Waterphone (Whaler, Bass y MegaBass) están hechos de placas redondas (semejantes a sartenes o bandejas) de diferentes diámetros. Estas placas son de acero inoxidable más grueso, por lo que brindan más volumen y más simpatía, lo que resulta en un sonido de mayor calidad con muy poca distorsión. Estos son Waterphones de amplia gama sonora, tanto alta como baja, siendo el MegaBass el más bajo y el más amplio de todos los modelos portátiles.
Además, estos tres modelos de bajos mencionados anteriormente también refuerzan las uniones entre algunas de las barras tonales (Power Rods) y las placas. Este sonido es difícil de describir: una hinchazón gorda de los tonos, ya sean fundamentales o armónicos. Estos tonos potentes y otros se pueden manipular ajustando el cuello del resonador mientras se toca el Waterphone. Los tonos se pueden doblar incluso sin agua utilizando esta técnica y la flexión de tono bidireccional se puede lograr utilizando el agua y el cuello del resonador al mismo tiempo.
Por otro lado, los RSG (generadores de sonido giratorio) son Waterphones muy grandes que pueden estar sea en un soporte giratorio o suspendidos. Los resonadores son del mismo tamaño que el MegaBass pero tienen barras mucho más largas y una segunda fila de barras que salen de la bandeja inferior. Estos son bastante masivos, por lo que es más recomendable apoyarlos y dejarlos girar sobre el soporte.
En cuanto al sonido del Waterphone, mientras más grande el tamaño de este es mejor suponiendo que desea un nivel bajo y alto con mucha información en términos sonoros. Las placas de mayor diámetro pueden transportar mucho más en términos de respuesta amplia, sostenimiento y simpatías, mientras que el estándar, tan dulce como es, no puede reforzar los tonos bajos y, en consecuencia, tiene un rango limitado. Ambos pueden producir un rango armónico extremadamente alto, pero los Waterphones de mayor diámetro tendrán más rango así como los intervalos y escalas tendrán más variación.

## Uso

### Cómo se utiliza
Existen varios tamaños y variantes de diseño del instrumento. Por lo general, se toca en una posición sentada por un solista y se inclina o tamborilea con los movimientos que afectan al agua del interior. Esto crea las características de resonancia de la taza y varillas en combinación con el movimiento del agua. El sonido del waterphone se utiliza a menudo para evocar misterio y suspenso. Un mazo superball ha convertido en la principal forma de tocar al waterphone en un modo de fricción.

### Obras en las que se utiliza
Tal y como ya se ha dicho, el Waterphone ha sido expuesto en museos y galerías de arte además de ser objeto en varios documentales, cortometrajes, cine y televisión. 
En las últimas décadas el uso del Waterphone se ha hecho popular en sinfonías, bandas y sus giras, y estudios de grabación. Compositores contemporáneos que han escrito piezas con Waterphone incluyen Sofia Gubaidulina, Jerry Goldsmith, John Mackey, Tan Dun, Christopher Rouse, Colin Matthews, Carson Cooman, Andi Spicer, Andrew Carter, Jörg Widmann y Todd Barton. También se ha utilizado por algunos músicos de rock como Richard Barone o la banda Aerosmith.
El músico y compositor canadiense, Robert Minden, ha estado componiendo con su colección de cinco Waterphones muchas grabaciones desde mediados de la década del 1980. Su ensemble "The Minden Duo", formado en 1986 por sus hijas Andrea y Dewi Minden ,además de sus colegas Carla Hallett y Nancy Walker, cuenta con el Waterphone como instrumento central dentro de su orquesta.
Por otra parte, el instrumento se utiliza con gran efecto en The Dreaming, un musical encargado por The National Youth Music Theatre de Gran Bretaña, sobre la base de la obra de Shakespeare, El Sueño de una noche de verano. Howard Goodall, el compositor, utiliza sus sonidos etéreos para evocar el misterio de los bosques. 
Algunas de las bandas sonoras que se han servido del Waterphone incluyen Let the Right One In (2008), Poltergeist, The Matrix y Star Trek: The Motion Picture, y Crouching Tiger, Hidden Dragon: Sword of Destiny, ALIENS, The Spirit, así como la producción de televisión 24.
Finalmente ya que el waterphone se puede tocar en el agua, en varias ocasiones el waterphone se ha utilizado con éxito para llamar a las ballenas y otros cetáceos, especialmente por Jim Nollman de "Interspecies Comunicación".
Existe una anual concurso de música Waterphone patrocinado por Richard Waters.